# Kazanoorlog
De Kazanoorlog was een opstand van de voormalige onderdanen van het kanaat Kazan tegen de overheersing van Moskou. Het doel van de opstand was het in ere herstellen van het kanaat dat na de verovering van Kazan in 1552 door het tsaardom Rusland geannexeerd was.
De opstandelingen bestonden vooral uit Wolga-Tataren, Tsjoevasjen, Mari, Mordwienen en Oedmoerten. Ook enkele Nogay steunden de opstand. Er werden onafhankelijke regeringen opgezet in Çalım en Mişätamaq. Russische troepen onder leiding van Andrej Koerbski en Aleksandr Gorbaty-Sjoejski probeerden de opstand de kop in te drukken.
Op het hoogtepunt van de oorlog hadden de Tataren en hun bondgenoten het grootste deel van het grondgebied van het oude kanaat van Kazan weer in handen gekregen. De stad Kazan bleef echter in Russische handen. De oorlog duurde tot Ivan IV de opstand in 1556 bloedig liet neerslaan.